# Norsk Romsenter
Die Norsk Romsenter (NRS) [englisch Norwegian Space Agency (NOSA), bis 2019 Norwegian Space Centre] ist die Raumfahrtbehörde des Königreichs Norwegen mit Sitz in Oslo. Ihre Aufgabe besteht in der Förderung der Raumfahrt in Norwegen und Steuerung der nationalen Raumfahrtprojekte sowie der norwegischen Projekte innerhalb der Europäischen Weltraumorganisation (ESA).

## Geschichte
Die Gründung erfolgte im Jahr 1987, dem Jahr in dem Norwegen der ESA beitrat. Norsk Romsenter untersteht dem Ministerium für Wirtschaft und Industrie. Im Jahr 2020 beschäftigte sie 40 Mitarbeiter. Seit Juni 2018 ist Christian Hauglie-Hanssen Generaldirektor.
Im Jahr 2010 verfügte Norsk Romsenter über ein Budget von 99,2 Mio. Euro, aus dem die Organisation nationale und internationale Projekte finanzierte. Von diesen 99,2 Mio. Euro, wurden 62,3 Mio. Euro für Projekte in der ESA verwendet; 15,9 Mio. Euro wurden in mandatory programme funds und 46,4 Mio. Euro in optional programme funds der ESA investiert. Die mandatory programme funds umfassen die wissenschaftlichen und operativen Tätigkeiten der ESA, während die optional programme funds für ein breites Spektrum an technologischen Entwicklungen und Anwendungen vorgesehen sind. Für Arbeiten am Satellitennavigationssystem Galileo wurden 15,9 Mio. Euro ausgegeben. Nationale Projekte, Firmen und Forschungseinrichtungen wurden 2010 durch die NOSA mit 7,5 Mio. Euro unterstützt.
Am 12. Juli 2010 wurde Norwegens erster Satellit, AISSat-1, erfolgreich ins All geschossen. Dieser dient der Überwachung des Schiffsverkehrs in den nördlichen Gewässern und um Spitzbergen. Außerdem ist er Relaisstation für Signale des Automatic Identification Systems und kann Umweltereignisse und den Transport gefährlicher Güter überwachen.
Norsk Romsenter verwaltet zudem Regierungsbeteiligungen an den Organisationen:
- Andøya Rakettskytefelt, 90 % Regierungsbeteiligung,
- Norsk Romsenter Eiendom AS, 100 % Regierungsbeteiligung und
- Kongsberg Satellite Services AS, 50 % Beteiligung durch die Norsk Romsenter Eiendom AS.